# چونوپیا
چونوپیا (به صربی: Čonoplja) یک روستا در صربستان است که در Sombor Municipality واقع شده‌است. چونوپیا ۴٬۳۵۹ نفر جمعیت دارد.